# Heyderia
Heyderia Link (igłówka) – rodzaj grzybów z typu workowców (Ascomycota).

## Systematyka i nazewnictwo
Pozycja w klasyfikacji według Index Fungorum: Cenangiaceae, Helotiales, Leotiomycetidae, Leotiomycetes, Pezizomycotina, Ascomycota, Fungi.
Synonimy: Gymnomitrula S. Imai, Mitrula Pers.
Gatunki występujące w Polsce:
- Heyderia abietis (Fr.) Link 1833 – igłówka brązowawa[3]
- Heyderia cucullata (Batsch) Bacyk & Van Vooren 2005[4]

Nazwy naukowe na podstawie Index Fungorum.